# سيرجيو توريس فيليكس
سيرجيو توريس فيليكس (بالإسبانية: Sergio Torres Félix)‏ هو سياسي مكسيكي، ولد في 5 يونيو 1966 في كولياكان في المكسيك. حزبياً، نشط في الحزب الثوري المؤسساتي. وقد انتخب عضو مجلس النواب المكسيك.